# Moteur stellaire
Ne doit pas être confondu avec moteur en étoile.

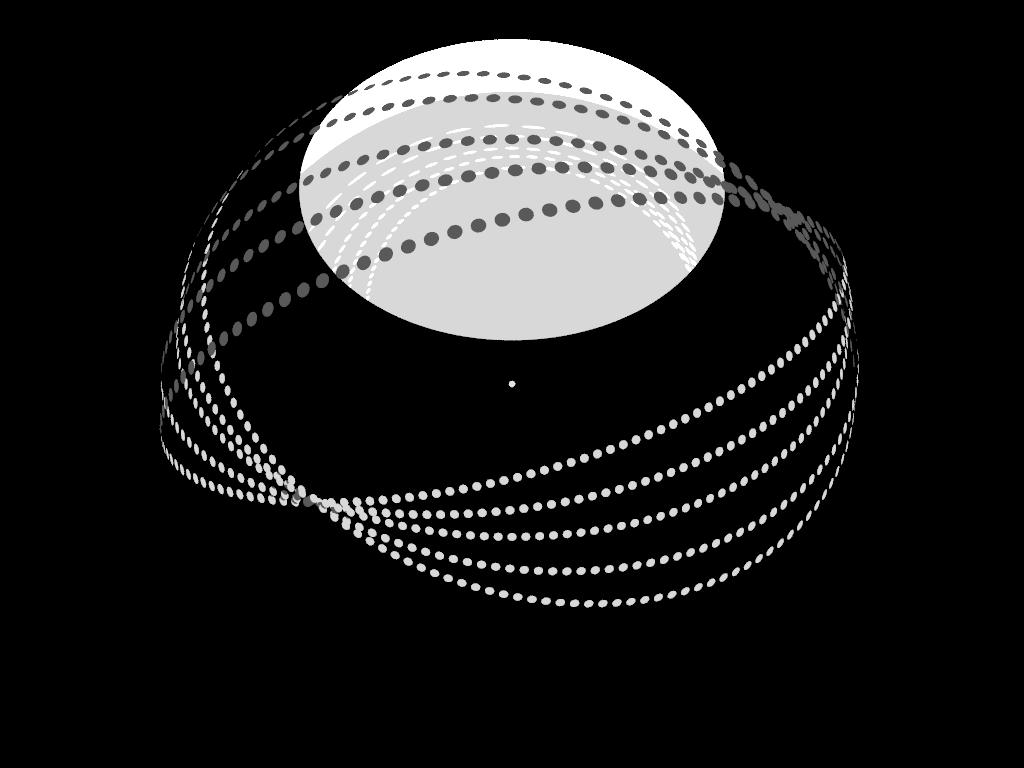
Diagramme (à l'échelle) d'un moteur stellaire de classe C construit autour d'une étoile semblable au Soleil. Il se compose d'un essaim de Dyson partiel composé de 5 anneaux de Dyson de capteurs solaires et d'un grand propulseur de Shkadov statite (le composant de classe A). La perspective est sous l'écliptique du système à une distance de ~ 2,8 UA. La direction d'accélération du système est sur un vecteur qui passe du centre de l'étoile au centre du propulseur Shkadov, qui plane au-dessus du pôle nord de l'étoile (par rapport à l'écliptique), à une distance de 1 UA.

Les moteurs stellaires sont une classe de mégastructures hypothétiques qui transforme le rayonnement de l'étoile en une autre forme d'énergie. Le concept a été introduit par Badescu et Cathcart. Certaines variantes utilisent cette énergie pour produire une poussée, et ainsi accélérer une étoile, et tout ce qui l'orbite, dans une direction donnée ,. La création d'un tel système ferait de ses constructeurs une civilisation de type II sur l'échelle de Kardachev.

## Classes de moteurs
Trois classes de moteurs stellaires ont été définies .

### Classe A (propulseur de Shkadov) - Propulseur
Un des exemples les plus simples de moteur stellaire est le propulseur Shkadov (du nom du Dr Leonid Shkadov). le moteur se compose d'un miroir / voile solaire de très grande taille. Il s'agit d'un statite solaire suffisamment grand pour être classé comme une mégastructure. Cette voile serait en équilibre entre l'attraction gravitationnelle qu'elle subit et la pression de rayonnement de l'étoile. Si la surface totale de statite est suffisante, le système devient asymétrique. Davantage de rayonnement est émis dans une direction par rapport à une autre et la pression de rayonnement a alors une poussée nette, accélérant l'étoile dans la direction de la statite en vol stationnaire. Une telle poussée et accélération serait très faible, mais un tel système pourrait être stable pendant des millénaires. Tout système planétaire attaché à l'étoile serait « traîné » par son étoile parente.
Par exemple, pour une étoile comme le Soleil, avec une luminosité de 3,85 × 10 26 W et une masse de 1,99 × 10 30 kg, la poussée totale produite en réfléchissant la moitié de la puissance solaire serait de 1,28 × 10 18 N. Après une période d'un million d'années, cela donnerait une vitesse impartie de 20 m/s, avec un déplacement par rapport à la position d'origine de 0,03 années-lumière. Après un milliard d'années, la vitesse serait de 20 km/s et le déplacement de 34 000 années-lumière. Soit un peu plus du tiers du diamètre de la Voie lactée.

### Classe B - Gradient thermique
Un moteur stellaire de classe B est une sphère de Dyson (de n'importe quel type) construite autour de l'étoile. L'énergie est extraite de la différence de température entre l'étoile (source chaude) et le milieu interstellaire (source froide). Cette énergie est éventuellement récupérée à l'aide de moteurs thermiques ou cellules photovoltaïques. Contrairement au propulseur Shkadov, un tel système n'est pas propulsif.

### Moteur Caplan - Propulseur
Ce type de moteur a été théorisé en 2019 par l'astrophysicien américain Matthew Caplan. C'est un moteur actif, à fusion nucléaire. Pour s'alimenter en carburant, il collecte le vent solaire à l'aide d'un champ magnétique, un peu la manière d'un collecteur Bussard. Une Bulle de Dyson, construite en complément du moteur Caplan, s'occupe de renvoyer vers certains point du soleil une partie de sa propre lumière, ce qui accroit localement la production de vent solaire. L'hydrogène et l'Hélium collecté alimentent un générateur à fusion nucléaire. Grâce à l'énergie produite par ceux-ci, le moteur, maintenu à proximité du soleil sans être en orbite (statite), produit deux jets de particules, un dirigé vers le soleil, et un en direction opposée. En collectant environ un million de tonnes de matière par seconde, ce moteur pourrait donner au soleil (et par conséquent à l'ensemble du système solaire) une accélération de l'ordre de 10–9m/s², soit trois ordres de grandeur plus qu'un moteur Shkadov. Il serait en mesure de changer totalement la position du soleil dans la galaxie en quelques millions d'années.

## Moteurs stellaires dans la fiction
Le roman Bowl of Heaven de Larry Niven et Gregory Benford décrit une mégastructure en forme de bol qui utilise des champs magnétiques pour pousser son étoile à émettre un jet de plasma, qui déplace l'étoile accompagnée de la mégastructure.
Le film Avengers: Infinity War présente une série de scènes où un moteur stellaire est utilisé comme forge d'armes.

## Voir également
- Sphères de Dyson
- Statite
- Ingénierie stellaire

- Ingénierie à grande échelle